# Batman & Mr. Freeze: SubZero
Batman & Mr. Freeze: SubZero è un film d'animazione direct-to-video statunitense del 1998 diretto da Boyd Kirkland.
Ambientato nel DC Animated Universe, il film è basato sulla serie animata Batman del 1992. Può essere considerato il seguito del film Batman - La maschera del Fantasma e della storia di Mr. Freeze dalla serie Batman. Kevin Conroy ed Efrem Zimbalist Jr. riprendono il loro ruolo di doppiatori da La maschera del Fantasma. Il cast vede anche Loren Lester, Michael Ansara, Bob Hastings e Robert Costanzo riprendere il loro ruolo dalla serie animata.
L'uscita del film è stata rimandata al 1998 a causa della reazione negativa del pubblico per il film Batman & Robin, ma, rispetto a quest'ultimo, SubZero ha ricevuto una forte risposta positiva da parte della critica.

## Trama
Nei due episodi dedicati a Mr. Freeze nella serie animata (Cuore di ghiaccio e Gelo profondo), scopriamo la sua storia. Intento a salvare la moglie Nora da una rara e letale malattia, tenendola congelata tramite ibernazione finché non troverà una cura, Victor Fries sfrutta le apparecchiature del laboratorio in cui lavora senza il consenso del suo capo, Ferris Boyle. Boyle scopre dei suoi esperimenti e decide di staccare la spina, condannando Nora. Nel tentativo di fermarlo, Victor viene spinto da Boyle contro diverse sostanze chimiche che lo trasformano in un uomo incapace di poter sopravvivere a temperature che non siano sotto lo zero. Dando sua moglie per morta, Victor, ora noto come Mr. Freeze, tentò di vendicarsi su Boyle, cercando di ucciderlo via congelamento, ma fu fermato e arrestato da Batman. Freeze venne poi fatto evadere da tale Grant Walker, un futurista che chiese a Freeze di renderlo come lui. In cambio, Grant rivela di aver salvato Nora e che è ancora in stato di ibernazione presso i suoi laboratori. Con l'intervento di Batman e Robin (Dick Grayson), Freeze ferma Grant e il suo folle piano utopico e scappa via con Nora nelle profondità del Polo Nord.
Col sostegno di un ragazzo Inuit di nome Kunac e di due orsi polari da compagnia, Hotchka e Shaka, Freeze continua le sue ricerche per potersi finalmente riunire a Nora. Le condizioni della donna, però, incominciano a deteriorarsi rapidamente quando, a causa di un sottomarino che accidentalmente emerge da sott'acqua, manda in frantumi il tubo criogenico della moglie. Disperato, Freeze torna a Gotham City (ancora protetta da Batman, Robin e la misteriosa Batgirl) con i suoi compagni, e chiede aiuto al suo ex collega, il dottor Gregory Belson, per trovare una cura. Belson determina che Nora ha bisogno di un trapianto di organi, ma a causa del raro gruppo sanguigno di Nora non ci sono donatori idonei disponibili.
Mr. Freeze decide che useranno un donatore vivo, anche se ciò significa che il donatore morirà nel processo. Belson è in un primo momento riluttante a uccidere un innocente, ma Freeze lo corrompe con una pepita d'oro trovata in un'intera vena nell'Artico, che metterà fine ai problemi finanziari della società di Belson. Barbara Gordon risulta il soggetto perfetto, e Freeze apprende dalla sua compagna di stanza che lei è in un ristorante con il suo fidanzato, Dick Grayson, attacca il ristorante e rapisce Barbara, portandola a una piattaforma petrolifera abbandonata dove lui e Belson si nascondono. Durante le indagini, Batman e Robin scoprono il debito di Belson interrogando il suo consulente finanziario, e quando questi viene contattato da Belson, i due detective mascherati registrano la conversazione su un'audiocassetta e, controllandone i rumori, scoprono che sta su una piattaforma petrolifera in mare aperto, mentre il loro maggiordomo Alfred scopre che Belson è in debito per una fornitura di farmaci da trapianto con effetti collaterali. Intanto Freeze e Belson cercano di spiegare la situazione a Barbara, che afferma che lei è disposta ad aiutare Nora per la "trasfusione di sangue". Quando il tempo per l'operazione viene, Barbara si rende conto che essi hanno mentito e fugge con l'aiuto di Kunac. Belson parte all'inseguimento e quasi la cattura, prima dell'arrivo di Batman e Robin a bordo del Batwing.
Belson spara accidentalmente ad uno dei serbatoi di carburante e fa scoppiare un incendio. Freeze insiste sul fatto che Belson deve eseguire l'operazione, nonostante la piattaforma petrolifera stia per esplodere, ma Belson tenta di fuggire lasciando Freeze imprigionato tra le macerie, ma durante la fuga resterà ucciso dalla caduta delle macerie. Con una gamba rotta, Freeze implora Batman di salvare Nora e Kunac. Insieme a Barbara, l'uomo pipistrello li mette in sicurezza sul Batwing con l'aiuto di Robin, ma purtroppo non riesce a salvare Freeze, e la piattaforma crolla sotto di loro.
Freeze riesce a scappare appena in tempo salvato dagli orsi Hotchka e Shaka. Torna con i suoi orsi polari nell'Artico per riprendere la sua vita in solitudine, dopo aver congelato la gamba, ma passando in una stazione di ricerca, scopre alla televisione che Nora è stata guarita dopo un'operazione di trapianto di organi finanziato dalla Wayne Enterprises. Esternando lacrime di gioia si allontana, zoppicando con un bastone di legno come supporto insieme ai due orsi polari sparendo nella tormenta di neve.

## Doppiaggio
| Personaggio               | Voce originale      | Voce italiana     |
| ------------------------- | ------------------- | ----------------- |
| Bruce Wayne / Batman      | Kevin Conroy        | Marco Balzarotti  |
| Dick Grayson / Robin      | Loren Lester        | Davide Garbolino  |
| Barbara Gordon / Batgirl  | Mary Kay Bergman    | Giulia Franzoso   |
| Victor Fries / Mr. Freeze | Michael Ansara      | Mario Scarabelli  |
| Gregory Belson            | George Dzundza      | Alberto Olivero   |
| Alfred Pennyworth         | Efrem Zimbalist Jr. | Franco Sangermano |
| James Gordon              | Bob Hastings        | Antonio Paiola    |
| Harvey Bullock            | Robert Costanzo     | Marco Pagani      |
| Renee Montoya             | Liane Schirmer      | ?                 |
| Koonak                    | Rahi Azizi          | ?                 |
| Hotchka                   | Frank Welker        | originale         |
| Shaka                     | Frank Welker        | originale         |
| Summer Gleeson            | Mari Devon          | Manuela Scaglione |
| Veronica Vreeland         | Marilu Henner       | ?                 |
| Dean Arbagast             | Dean Jones          | Stefano Albertini |

Nella versione originale in inglese i personaggi tornano ad avere i doppiatori avuti nella serie animata Batman, ad eccezione di Barbara Gordon, che ha una voce diversa. In italiano invece gli unici personaggi a mantenere la stessa voce della serie sono Batman, Robin, Mr. Freeze e Alfred. Nell'adattamento italiano il nome di Mr. Freeze è rimasto come in originale, nonostante nella serie animata fosse stato modificato in "Dottor Freddo".

## Produzione
Il film è stato completato nel 1997 come tie-in di Batman & Robin di Joel Schumacher (anch'esso vedeva infatti Mr. Freeze come il principale antagonista e Batgirl come una dei protagonisti). La sua data di uscita, tuttavia, è stata spostata al 1998 dopo la scarsa accoglienza del film di Schumacher. Secondo Bruce Timm, Boyd Kirkland e Randy Rogel hanno scritto la storia del film senza informarlo, così quando ha scoperto che Nora Fries doveva essere riportata in vita alla fine del film, è stato costretto a rinunciare all'idea di adattare la storia di Glen Murakami White Christmas nell'episodio Un Natale molto movimentato della serie Batman - Cavaliere della notte, il quale sarebbe stato necessario per far morire Nora, come avviene nel fumetto scritto da Murakami. L'idea originale, tuttavia, non è andata scartata: col terzo episodio della serie, "Il grande freddo", che grazie alla nuova data di rilascio del film aveva già rivelato alcuni elementi della trama (quali il fatto che la Wayne Ent. aveva salvato Nora), Mr. Freeze riprende le sue azioni criminose non per vendetta, ma per l'odio che ha nel fatto che non potrà più rivedere sua moglie, date le sue condizioni che gli stanno, pian piano, distruggendo il corpo.

## Accoglienza

### Critica
SubZero è stato accolto positivamente dalla critica. Sulla base di dieci recensioni raccolte su Rotten Tomatoes, Batman e Mr. Freeze: SubZero ha ricevuto un punteggio positivo con una valutazione di approvazione media del 92%; è stato il più alto film di Batman direct-to video di tutti i tempi fino a quando Batman of the Future - Il ritorno del Joker ha ottenuto una valutazione del 100%.
TV Guide ha elogiato il film per essere "più piacevole - e molto meno esagerato - dei primi due film di Batman live-action di Joel Schumacher". Inoltre, la rivista ha dichiarato che "Benché mirato chiaramente ai bambini, c'è anche molto da intrattenere per gli spettatori adulti, non ultimo i bei disegni.